# Les Tit' Nassels
Les Tit' Nassels est un groupe de musique français, ayant un répertoire de chansons de variétés.

## Biographie

### Origines et débuts (1998—2012)
Originaires de Roanne, Aurélien Mathot (alias AxL) et Sophie Perrin-Signoret se rencontrent en 1996 à la fac, et se retrouvent pour chanter de la chanson française (Jacques Brel, Barbara) mais aussi les Beatles, ou Mano Solo. Ce duo est construit sur une base guitare et voix. Ils décident de monter leur groupe, Les Tit' Nassels, en 1998. Ils montent régulièrement sur scène au Théâtre de Poche à Saint-Étienne, reprendre ce répertoire, jusqu’au jour où ils commencent à écrire leurs textes, leurs musiques et à les présenter. Le duo alterne les chansons populaires et les chansons à textes. Il enrichit cette petite formation par des sons placés en direct. La musique est ainsi très variée et d'une couleur « bon enfant ». Piano, chant, accordéon, mélodica, métallophone, wood-block, kazoo, percussions ou babioles viennent ponctuer la ligne de texte.
L'année de sa formation, le groupe sort Pantin, une cassette audio, titre inspiré du pantin créé par un ami dessinateur qui restera leur signature graphique sur les albums à venir. Ils sortent ensuite deux albums auto-produits (Et hep ! en 2000, puis Bric-à-brac en 2002), puis un premier album national en 2004, Pareil !, qui est une compilation de titres des deux premiers albums réenregistrés pour l’occasion et de quelques nouveaux titres.
Le 26 février 2006 sort Crac !. En avril 2008, le duo publie Deux, trois, trucs, un album enregistré au studio du Chanay sous la direction de Kent et Lionel Duchaussoy. À cette même époque, AxL fonde le groupe Mato avec Ulrich Becouze et Stephan Maurel du groupe Ektor et Romain Garcia du groupe Haunted Candy Shop. En parallèle, il travaille également dans un spectacle chanson jeune public avec Virginie Lacour, intitulé La Fée Mandoline. Pour fêter leurs 10 ans les Tit' Nassels, sortent en février 2009 un album rétrospectif s'intitulant Pêle-mêle. En 2010, le groupe sort son septième opus, Même pas mal.

### Continuité (depuis 2013)
À partir de 2013, ils sont accompagnés par deux musiciens : Romain Garcia (basse, xylophone et chœurs) et David Granier (batterie et chœurs). En septembre 2013 sort l'album Soyons fous, réalisé par David Granier (batteur de La Grande Sophie, Sliimy, Buridane, Emmanuel Moire). Cet album marque un tournant pour le groupe, notamment au niveau des arrangements et de la composition réalisés par AxL, mais aussi parce que de nombreux musiciens apparaîtront sur cet album (cuivres, cordes, piano, basse, batterie), et surtout par l'agrandissement du groupe sur scène avec l'arrivée de Romain Garcia à la basse, et David Granier à la batterie.
Le duo se transforme donc en quatuor pour la tournée de Soyons fous. Le clip du même titre, fait tout en images de synthèse, sera d'ailleurs plusieurs fois nommé à différents concours d'audiovisuel. Il est réalisé par Thomas Guériguen et produit par Patrick Hernandez et Lionel Gonzalez (Baghera Films). En octobre 2016, le groupe définitivement résolu à travailler à quatre en studio et sur scène, sort son neuvième album, intitulé En plein cœur. Un clip du même nom réalisé par Shoot It s'ensuivra ainsi qu'un tournée de deux ans aux quatre coins de la France. En septembre 2018, après 9 albums (65 000 exemplaires vendus) et plus de 1 000 concerts, le groupe fête ses 20 ans de carrière par une tournée revisitant une vingtaine de titres allant du premier au dernier album.
En 2021, le groupe sort le double-album, À double tour, qui s'accompagne, en début d'année suivante (2022), d'un deuxième volet.

## Style musical et image
Axl et Sophie travaillent avec le même illustrateur depuis leurs débuts. Il s'agit d’Aurélien Durier qui est également un ami de tous les jours. Le coup de cœur s’est produit dès le début : une affiche présentant des pantins avec des boutons de vêtements et des cicatrices. À présent, Aurélien s’occupe de toutes les pochettes d'album et des posters. Selon les mots d'Axl, « il cerne assez bien nos textes et notre univers » et « a réussi à trouver le bon univers visuel ».